# Richard König (Politiker)
Richard König (* 22. August 1890 in Jegenstorf; † 11. Januar 1949 in Bern, vermutlich reformiert, heimatberechtigt in Wiggiswil) war ein Schweizer Politiker (BGB) und Nationalökonom.

## Leben
Richard König wurde am 22. August 1890 in Jegenstorf als Sohn des Arztes und Gutsbesitzers Friedrich König geboren. König nahm zwischen 1910 und 1913 ein Studium an der landwirtschaftlichen Abteilung der ETH Zürich auf, das er mit dem Erwerb des akademischen Grades eines Dipl.-Ing. agr. abschloss. Daran anschliessend belegte er bis 1916 volkswirtschaftliche Studien in Berlin.
In der Folge führte er einen landwirtschaftlichen Betrieb. Dazu war er zwischen 1917 und 1929 als wissenschaftlicher Mitarbeiter des Schweizerischen Bauernsekretariats in Brugg angestellt, bevor er dem Ruf auf die Professur für praktische Nationalökonomie an die Universität Bern folgte.
Richard König war verheiratet mit der gebürtigen Bruggerin Margrit geborene Belart. Er verstarb am 11. Januar 1949 wenige Monate nach Vollendung seines 58. Lebensjahres in Bern. 

## Politisches Wirken
Richard König, Schüler und engster Mitarbeiter von Bauernsekretär Ernst Laur, war im Jahr 1918 massgeblich an der Gründung der Bauern-, Gewerbe- und Bürgerpartei  beteiligt. Ein Jahr später wurde er in den Nationalrat gewählt, dem er bis 1934 angehörte, und in dem er die Interessen der Landwirtschaft vertrat, so vor allem in Kredit-, Finanz- und Zollfragen.
Daneben fungierte er als Vizepräsident der Schweizer Darlehenskasse sowie von 1940 bis 1949 als Präsident des Bankrats der Berner Kantonalbank. Zudem war er zwischen  1941 und 1949 im Bankrat der Schweizerischen Nationalbank vertreten.

## Ehrung
- Im Jahr 1919 wurde Richard König mit der Hallermedaille ausgezeichnet.